# Klaus Wurth
Klaus Nikolaus Wurth (* 1. Dezember 1861 in Dundenheim, heute Ortsteil von Neuried; † 22. Februar 1948 in Bretten) war ein deutscher Theologe und Kirchenpräsident der Evangelischen Landeskirche in Baden.

## Leben
Wurth wuchs als Sohn eines Dundenheimer Bauers in einfachen Verhältnissen auf. Die tiefe Frömmigkeit der Familie hat ihn geprägt.
Nach dem Besuch der Volksschule in Dundenheim ermöglichte ihm ein Onkel den Besuch der Höheren Bürgerschule in Heidelberg bis zur mittleren Reife. Nach dem Abschluss des Lyzeums in Straßburg studierte er von 1883 bis 1891: Zunächst Mathematik und Physik an den Universitäten Heidelberg und Berlin, anschließend Theologie in Heidelberg und in Marburg. Danach folgten Vikariat in Epfenbach und Weingarten (Baden) und ab 1894 war er Pfarrer in Liedolsheim.
1895 begann Wurth mit seiner Mitarbeit im „Korrespondenzblatt“ der konservativen Evangelischen Konferenz. 1904 wurde er Herausgeber dieser Zeitschrift. Von 1906 bis 1924 wirkte er als Pfarrer in Bretten. Ab 1914 war er Mitglied der Generalsynode und Landessynode.
1920 wurde Wurth Mitglied der Kirchenregierung. Seine Wahl zum Kirchenpräsidenten durch die Landessynode der Evangelischen Landeskirche Badens erfolgte 1924. In die Zeit seiner Präsidentschaft fiel die Arbeit am Katechismus von 1928. Im Jahr 1930 erschien das neue „Kirchenbuch“ für die Gottesdienste und Kasualien. Nach der Machtergreifung durch die Nationalsozialisten bat Wurth um seine Entlassung zum 1. Juli 1933. Gegen Kriegsende kehrte Wurth, nachdem er zweimal ausgebombt wurde, nach Bretten zu seinen Kindern zurück, wo er 1948 nach kurzer Krankheit starb.

## Politische Einstellungen
Wurth machte während seiner Arbeit als Kirchenpräsident aus seiner deutschnationalen Gesinnung kein Geheimnis. Als Kirchenpräsident hat Wurth dazu beigetragen, die distanzierte Grundhaltung zu Demokratie und Menschenrechten in der Weimarer Republik zu verstärken.
Wurth gehörte zur Kirchlich Positiven Vereinigung, die ab 1919 die Vormachtstellung der Liberalen in der badischen Landeskirche beendete. Als Kirchenpräsident betrieb er Reformen, die sich streng an Bibel und Bekenntnis orientierten. Es kam nach Kriegsende zu einer Politisierung der Landeskirche, wie eine Stellungnahme zum Erzberger-Attentat von Klaus Wurth anzeigt:

„Auch Erzberger ist von einer Kugel getroffen, […]; und alle Zeitungen verurteilen das Attentat des Gymnasiasten als etwas Schändliches, […]. Haben sie vielleicht ein gleiches Urteil gehabt über die Revolution und den Sturz der Fürsten und die Zerstörung des Reiches? […]; aber die Revolution ist stets die Mutter solcher Taten gewesen, wer sie willkommen hieß oder sie gar heraufbeschwor, hat wenig Recht, sich über derartige nachfolgende Gewalttaten gegen ‚Reichsverderber‘ zu entsetzen.“

Auch antisemitische Aussagen Wurths sind überliefert. So vertrat Wurth die weit verbreitete Dolchstoßlegende und gab die Schuld für das Nachlassen des Willens der Bevölkerung dem „internationalen Judentum und den internationalen sozialistischen Gedanken“ Gleichzeitig hat sich Klaus Wurth mehrfach für Judenchristen eingesetzt. Während des Nationalsozialismus äußerte er heftige Kritik an der Entwicklung der Kirche. Auch half er Juden finanziell bei der Flucht und versteckte sie.